# أنطونيو آزيفيدو
أنطونيو آزيفيدو (بالبرتغالية: Antônio Azevedo‏) هو سباح برازيلي، ولد في 30 مايو 1955 في ريو دي جانيرو في البرازيل.